# الفوسفات في المغرب

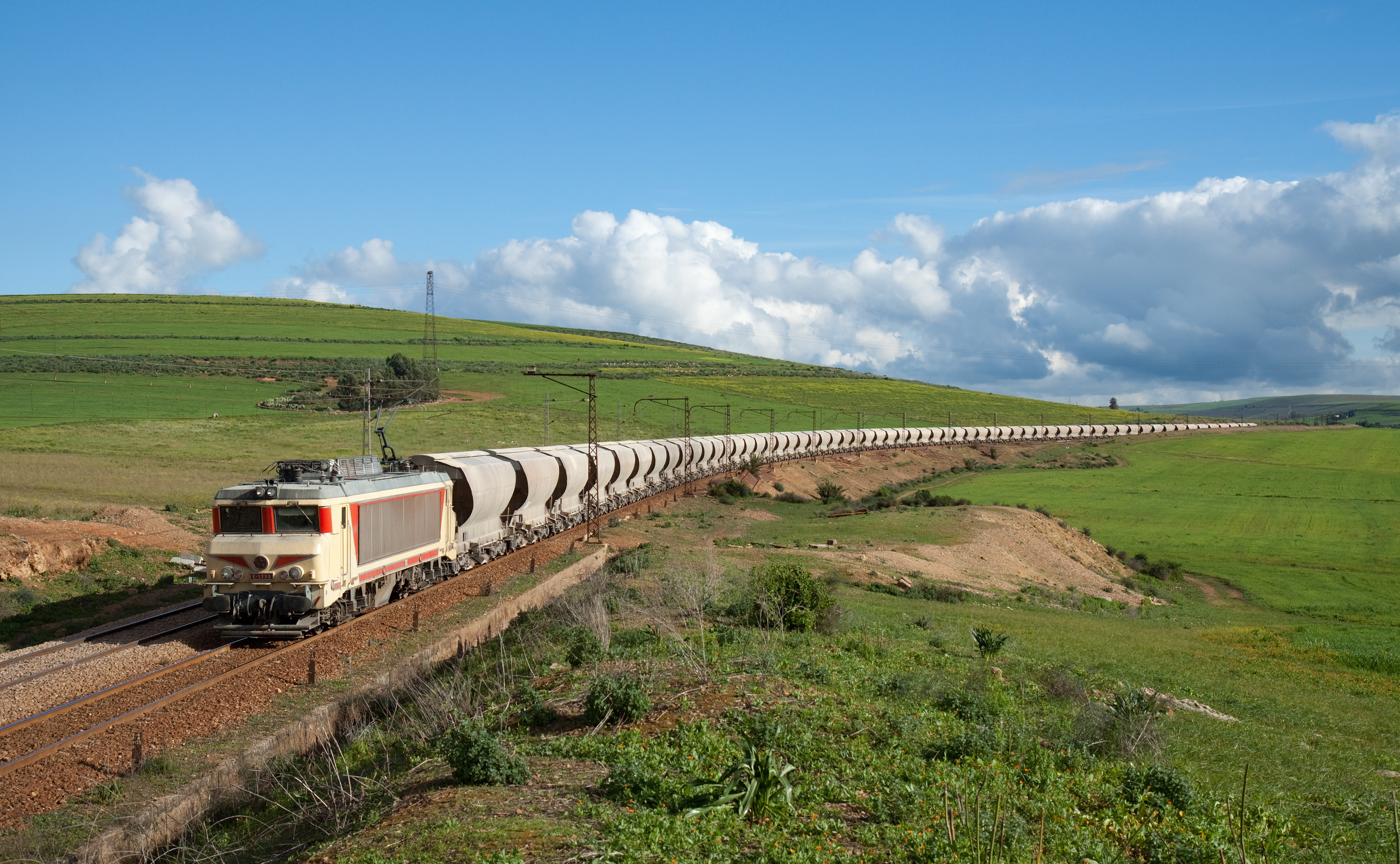
قطار ينقل فوسفات من منطقة خريبكة متجه نحو الدار البيضاء.

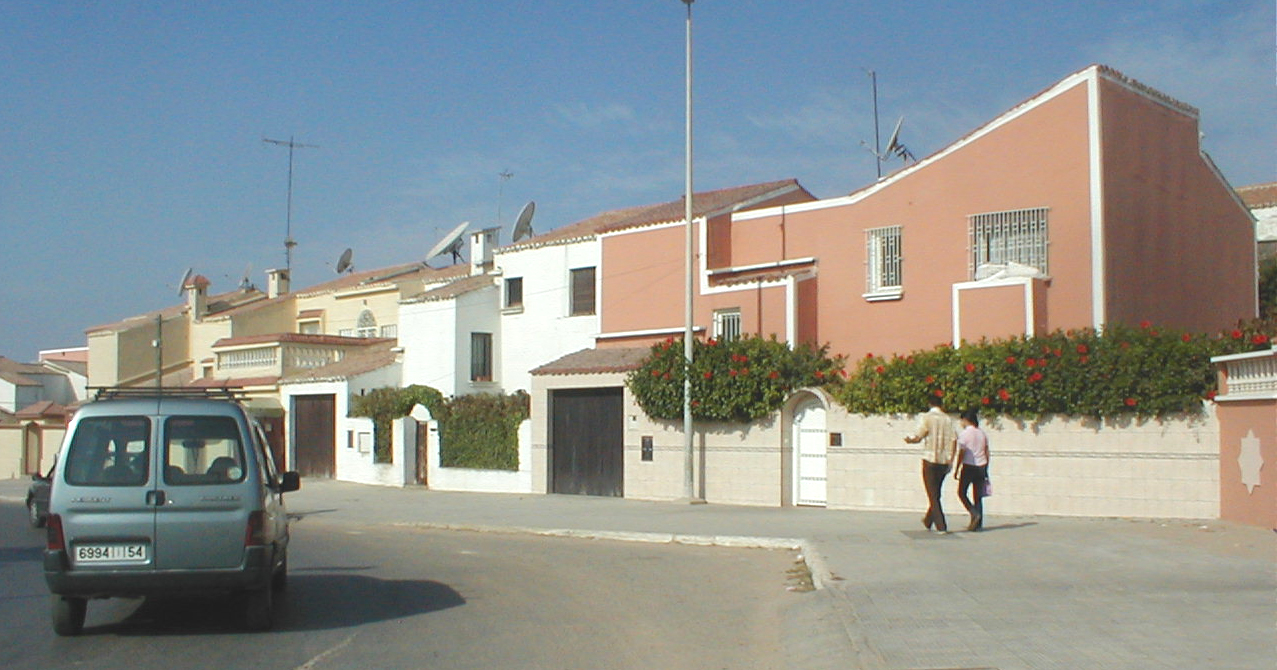
ديار عمال بمصانع الفوسفات بمدينة آسفي.

الفوسفات في المغرب هو ثالث مصدر عالمي للفوسفات، ويتوفر المغرب على %75 من الاحتياطي العالمي. ما يقرب من 50 مليون طن متري، ويتوزع بنسب متفاوتة بين عدة مناطق أساسية وهي:
- وادي زم
- بن جرير
- بوكراع
- خريبكة
- اليوسفية
- أولاد عبدون
- الكنتور
- وادي الذهب

وعلى الرغم أن المغرب تملك أعلى احتياطي للفوسفات في العالم ، إلا أنها ليست الدولة الأولي في إنتاج الفوسفات إذ تسبقها الصين والتي تنتج حوالي 90 مليون طن متري، ويعود ذلك لتطور صناعة التعدين في الصين والدول الأكثر إنتاجًا.

## الصادرات
الحامض الفوسفوري P205
- تمتص الهند %50 من الصادرات الإجمالية
- آسيا (دون روسيا) %59
- أوروبا %30
- أمريكا اللاتينية %11
- أوروبا %38
- أمريكا اللاتينية %30
- آسيا (دون روسيا) %22
- أستراليا %9

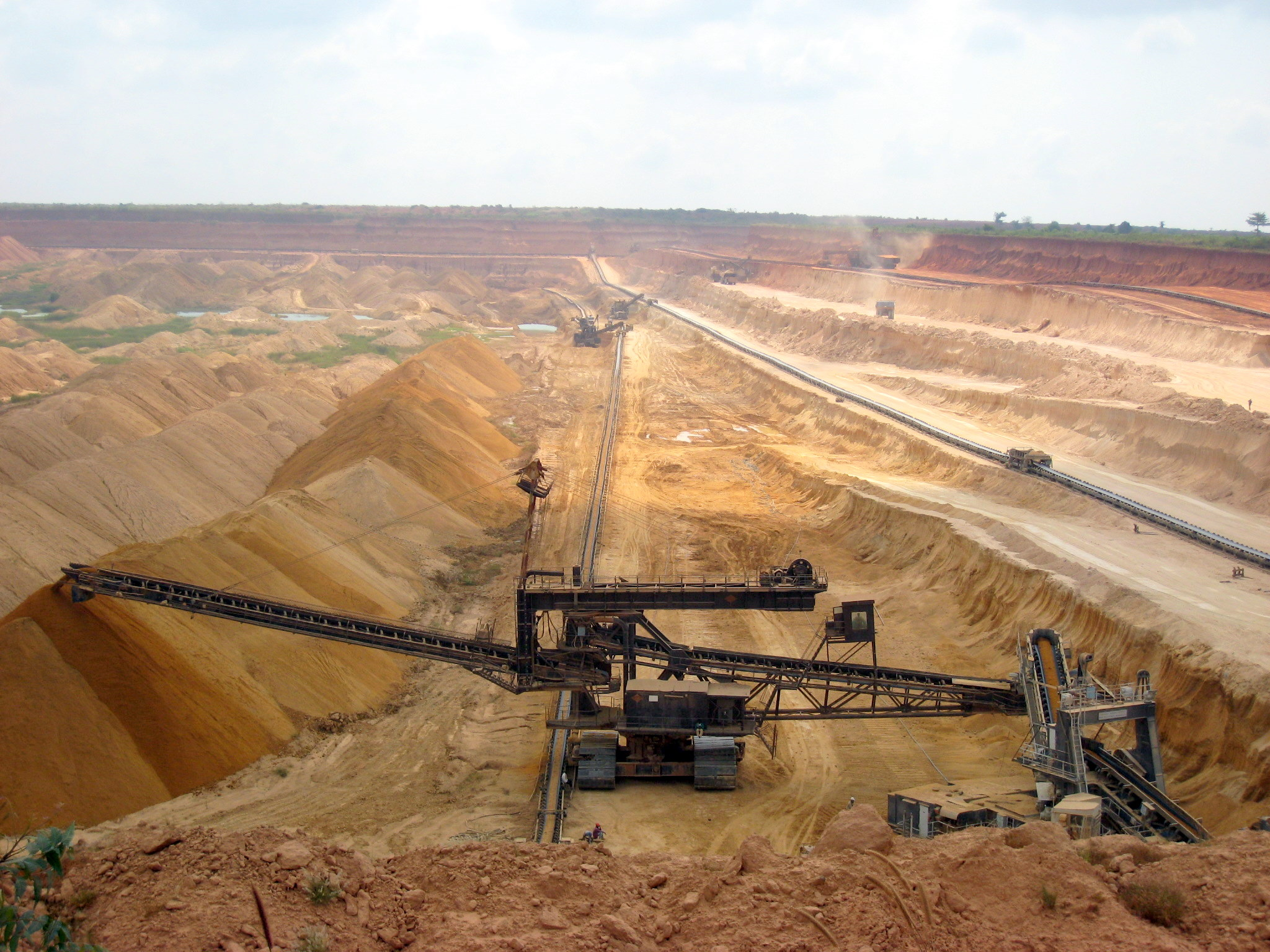

وقد تصدرت المغرب قائمة الدول المصدرة للأسمدة الفوسفاتية عام 2022م، وبلغت قيمة صادرات المغرب مقيمة بالدولار وفق ما ذكر منصة "أو إي سي ورلد" (OEC World) حوالي 832 مليون دولار (21.3%) من حجم السوق العالمي. وجاءت من بعدها الصين بمبلغ يقدر بـ 628 مليون دولار (16.1%)، ثم مصر بمبلغ يقدر بـ 618 مليون دولار (15.8%).
وقد كشف المجمع الشريف للفوسفات المغربي (OCP)، عن تسجيل رقم معاملات بقيمة 91.2 مليار درهم (9.15 مليار دولار) خلال عام 2023، مع عودة قوية للنشاط خلال النصف الثاني من السنة. وذكر المجمع أن المرونة الصناعية انعشت صادرات الفوسفات المغربي على الرغم من تراجع الطلب العالمي، واستمر انتعاش أسعار الأسمدة الفوسفاتية خلال الفصلين الثالث والرابع من ذات العام ، وساهم هذا التطور بشكل جزئي في تعويض انخفاض الاسعار الملحوظ خلال النصف الأول من العام 2023م، وأوضح أن الطلب العالمي على الأسمدة سجل نموا خلال النصف الثاني من السنة، مدفوعا بتراجع المخزونات والظروف الاقتصادية المواتية للفلاحين. وقد استفادت أنشطة الأسمدة من بلوغ الصين حصصها بتصدير الأسمدة، لتراجع صادراتها بشكل ملحوظ ، ما حفز بالتالي الطلب في السوق العالمية ، وأدي في النهاية إلى زيادة الأسعار.

## مناجم الفوسفاط في المغرب

### خريبكة
تحتوي منطقة خريبكة أغنى رواسب الفوسفات في العالم، وقد افتتح المكتب الشريف للفوسفاط أول منجمٍ له في خريبكة سنة 1921م، ويعمل فيه اليوم أزيد من 6100 فرداً. ثم وخلال سنة 2014م تم إطلاق خط أنابيب بين خريبكة والجرف الأصفر، لنقل الفوسفاط من المنجم إلى مركز المعالجة مباشرةً بالجرف الأصفر، ثم عن طريق السكة الحديدية نحو ميناء الدار البيضاء من أجل تصديره، ويعتبر خط الأنابيب هذا أطول خط أنبوبي يعمل بالجاذبية في العالم. ويساعم في توفير الكثير من المياه والطاقة. وقد أنتج هذا المنجم خلال سنة 2016م حوالي 18.9 مليون طن من صخور الفوسفاط، أي ما يعادل 70% من مجموع الإنتاج بالمغرب. وقد تم افتتاح منجم آخر للفوسفاط بمنطقة خريبكة، وذلك سنة 1994م، بعدما أطلق المكتب الشريف للفوسفاط مشروعاً منجمياً جديداً في سيدي شنان.

### الكنتور - ابن جرير واليوسفية
تضمّ هذه المنطقة منجمين، وهما منجم ابن جرير ومنجم اليوسفية، ويحوزان معاً ثاني أكبر احتياطي من الفوسفاط في المغرب، بعد خريبكة، بنسبة 37٪ من الإجمالي. كما أنهما يشكلان معاً ثالث أكبر منجم للفوسفاط في العالم. وقد افتتح المكتب الشريف للفوسفاط منجم اليوسفية سنة 1931م، وكان الثاني لهم، قبل أن يتم افتتاح ثالثها وهو منجم ابن جرير سنة 1976م، ويتم نقل صخور فوسفاط الكنتور نحو آسفي عبر السكة الحديدية من أجل معالجتها ومن ثم تصديرها بعد ذلك. كما أن المكتب الشريف للفوسفاط قام سنة 1998م بتشغيل منجم بوشان الذي يقع في قرية بوشان على بعد 40 كلم من مركز اليوسفية، ثم تم إلحاقه بمنجم اليوسفية.

### بوكراع (العيون)
يقع منجم بوكراع في الصحراء الغربية (المحتلة)، تحت ملكية شركة فوسبوكراع، والتي استحوذ المكتب الشريف للفوسفاط على 65% من أسهمها في سنة 1976م، ثم بحلول سنة 2002م أضحت شركة تابعة للمكتب الشريف للفوسفاط بعدما أصبح المالك الوحيد لها. ويمثل هذا المنجم نسبة 8% من إجمالي صخور الفوسفاط بالمغرب، كما يشكل حوالي 2% من إجمالي احتياط الفوسفاط في المغرب. ويتم نقل صخور الفوسفاط بواسطة أطول حزام ناقل في العالم -يبلغ طوله 102 كلم- في اتجاه مصنع المعالجة، ومن بعده ميناء العيون ليتم تصديره بعد ذلك إلى السوق العالمية. وجدير بالذكر على أن مجموع 100% من الأرباح التي يجنيها المنجم لشركة فوسبوكراع (المملوكة من طرف المكتب الشريف للفوسفاط) لا يتم إعادة استثمارها بالكامل في الجهات الجنوبية لفائدة المجتمع المحلي بواسطة مؤسسة فوسبوكراع، وقد فشلت المؤسسة حتّى حدود اليوم في مساعدة أزيد من 50000 شخصاً، من خلال عدم طرح برامجها المختلفة في التعليم والصحة وريادة الأعمال. زيادة على أن الشركة لا تحاول توفير أكثر عدد من الوظائف لدعم سياسات التنمية بالمنطقة، وخلق فرص شغل للعمال المحليين، حيث تشكل الساكنة المحلية ما مجموعه 76% من إجمالي القوة العاملة.